# Sarosa connotata
Sarosa connotata är en fjärilsart som beskrevs av George Francis Hampson 1901. Sarosa connotata ingår i släktet Sarosa och familjen björnspinnare. Inga underarter finns listade.